# Kanon Takao
Kanon Takao (japanisch 高尾 奏音 Takao Kanon, * am 10. September 2002 in Tokio) ist eine japanische Synchronsprecherin (Seiyū) und Musikerin.
Ihr Debüt in der Unterhaltungsbranche hatte sie im Jahr 2014 als Mitglied der Idol-Gruppe Earth Star Dream. Nach der Trennung der Gruppe setzte sie ihre Entertainment-Karriere fort und kam vermehrt als Synchronsprecherin in unterschiedlichen Anime- und Videospiel-Produktionen zum Einsatz.
Seit 2023 ist sie Keyboarderin der fiktiven Symphonic-Metal-Gruppe Ave Mujica, die zum BanG-Dream!-Franchise gehört.

## Karriere
Kanon Takao wurde am 10. September 2002 in Tokio geboren. Ihr älterer Bruder Sōnosuke ist künstlerisch als Pianist und Komponist tätig. Sie selbst erhielt bereits früh Klavierunterricht. Im Alter von zehn Jahren gewann sie einen internationalen Klavierwettbewerb im italienischen Mailand. Auch gewann sie eine Auszeichnung beim internationalen Elena-Richter-Klavierwettbewerb.
Im im Jahr 2014 nahm sie an einem Vorsprechen des Verlagsunternehmens Earth Star Entertainment teil und war eine von zwei Gewinnern, neben Yuki Nakashima. Gemeinsam mit Nakashima und sechs weiteren Teilnehmerinnen des Wettbewerbs bildete Takao die Idol-Gruppe Earth Star Dream. Takao war zu Beginn der Aktivitäten mit zwölf Jahren das jünste Mitglied der Gruppe, die sich im Dezember 2017 trennte. Die Gruppe veröffentlichte insgesamt sieben Singles. In ihrer Zeit als Mitglied von Earth Star Dream erhielt sie auch erste Aufträge als Synchronsprecherin in Anime-Produktionen. So sprach sie unter anderem die Charaktere Yū Hiraoka in Ani Tore! EX, Azalyn Goza 186th in The Irresponsible Captain Tylor und Linnea in The Master of Ragnarok & Blesser of Einherjar. Außerdem bildete sie mit Agenturkollegin Hikaru Koide das Gesangsduo Hikanon, welches unter anderem das Titellied Smile Invitation zur Animeserie The Irresponsible Galaxy Tylor sang.
Nach der Trennung von Earth Star Dream im Dezember 2017 blieb Takao zunächst Teil der Talentabteilung von Earth Star Entertainment, verließ das Unternehmen aber im April des Jahres 2018 nachdem die Aktivitäten der Talentagentur eingestellt wurden. Im September gleichen Jahres wechselte sie zur Künstleragentur Link Plan. Im Jahr 2019 sprach sie unter anderem die Charaktere Aku in der Animeserie Demon Lord, Retry! und Latina in If It’s for My Daughter, I’d Even Defeat a Demon Lord. In der Folge erhielt sie Sprechrollen in Anime-Produktionen wie Asteroid in Love, Diary of Our Backwater Days und Idoly Pride. Im Jahr 2021 sprach Takao unter anderem Yui Saikawa in der Anime-Fernsehserie The Detective Is Already Dead. und Rit in der Fantasy-Anime-Produktion Banished from the Hero’s Party. Für die zweite Staffel von Banished from the Hero’s Party lieh sie Rit abermals ihre Stimme. Des Weiteren sprach sie Luka in der Isekai-Serie In the Land of Leadale und Sarasa Ford in Management of a Novice Alchemist.
Im Jahr 2023 wurde Takao für den Charakter Sakiko Togawa des BanG-Dream!-Medienfranchises gecastet. Somit wurde sie Bestandteil der Symphonic-Metal-Gruppe Ave Mujica, in der sie die Rolle der Keyboarderin übernimmt. Ave Mujica ist innerhalb des Franchises die sechste Gruppe, die eigene Konzerte spielt. Im Anime debütierte die Band in der letzten Episode der ersten Staffel von BanG Dream! It’s MyGO!!!!!, ehe diese Anfang 2025 eine eigene Animserie erhielt. Neben ihren Aktivitäten innerhalb des BanG-Dream!-Franchises übernimmt Takao weiterhin Sprechrollen für andere Werke. So sprach sie unter anderem Tiona Rudolvon in Tearmoon Empire, Iris in der dritten Staffel von KonoSuba, Hisumi Tsurumi in One Room, Good Lighting, Angel Included, Meme Kakure in der zweiten Staffel der Romcom-Animeserie The 100 Girlfriend Who Really, Really, Really, Really, Really Love You oder Caria in Apocalypse Bringer Mynoghra. Zudem lieh sie diversen Videospielcharakteren ihre Stimme. 
Im März 2025 machte sie ihren Abschluss an der Aoyama-Gakuin-Universität, wobei sie die Auszeichnung für die beste Abschlussarbeit erhielt. Nachdem ihre bisherige Agentur Link Plan ihre Aktivitäten im Jahr 2025, steht Takao beim Nachfolgerunternehmen Ancheri unter Vertrag.

## Sprechrollen
| Anime-Produktionen (Auswahl) - 2017: The Irresponsible Captain Tylor als Azalyn Goza the 168th - 2018: Encouragement of Climb (Staffel 3) als Yuri - 2018: The Master of Ragnarok & Blesser of Einherjar als Linnea - 2019: Demon Lord, Retry! als Aku - 2019: If It’s for My Daughter, I’d Even Defeat a Demon Lord als Latina - 2020: Asteroid in Love als Haruka Itozaki - 2020: Diary of Our Backwater Days als Hina Tsurugi - 2021: Idoly Pride als Chisa Shiraishi - 2021, 2024: Banished from the Hero’s Party als Rit - 2021: Edens Zero als Hermit Mio - 2021: The Detective Is Already Dead. als Yui Saikawa - 2022: In the Land of Leadale als Luka - 2022: Management of a Novice Alchemist als Sarasa Ford - 2023: BanG Dream! It’s MyGO!!!!! als Sakiko Togawa - 2023: Tearmoon Empire als Tiona Rudolvon - 2024: One Room, Good Lighting, Angel Included als Hisui Tsurumi - 2024: KonoSuba (Staffel 3) als Iris - 2025: BanG Dream! Ave Mujica als Sakiko Togawa - 2025: The 100 Girlfriend Who Really, Really, Really, Really, Really Love You als Meme Kakure - 2025: Apocalypse Bringer Mynoghra als Caria | Videospiel-Produktionen - 2018: Magia Record als Mel Anna und Kagome Satori - 2018: Kantai Collection als Gotland, Hachijō, Ishigaki, Shin’yo und Sheffield - 2019: Genshin Impact als Noelle - 2019: KonoSuba Fantastic Days als Iris - 2021: Idoly Pride als Chisa Shiraishi - 2022: Goddess of Victory: Nikke als SoldierO.W. - 2023: Artery Gear: Fusion als Blue - 2023: Cookie Run: Kingdom als Milky Way Cookie - 2023: BanG Dream! Girls Band Party! als Sakiko Togawa - 2025: Hokai: Star Rail als Cerydra - 2025: Progress Orders als Mana |

## Diskografie

### Mit Earth Star Dream
| Jahr | Titel Album                                    | Höchstplatzierung, Gesamtwochen, AuszeichnungChartsChartplatzierungen (Jahr, Titel, Album, Platzierungen, Wochen, Auszeichnungen, Anmerkungen) | Anmerkungen                             |
| Jahr | Titel Album                                    | JP | Anmerkungen                             |
| ---- | ---------------------------------------------- | --- | --------------------------------------- |
| 2015 | Blood Type ☆ Heartbeat –                       | — | Erstveröffentlichung: 25. Februar 2015  |
| 2015 | Happy∞Effect –                                 | — | Erstveröffentlichung: 25. Februar 2015  |
| 2015 | Tottemo Safari –                               | JP143 aJP | Erstveröffentlichung: 25. November 2015 |
| 2016 | Yumeiro Toridori Parade ♫ –                    | JP92 aJP | Erstveröffentlichung: 10. Februar 2016  |
| 2016 | Promise You –                                  | — | Erstveröffentlichung: 25. Mai 2016      |
| 2016 | Kimiiro ni Somaru 〜 Earth Star Dream ver.〜 – | JP109 aJP | Erstveröffentlichung: 9. November 2016  |
| 2017 | Kaiun! Shōfuku! Enten Uta –                    | JP19 (1 Wo.)JP | Erstveröffentlichung: 16. August 2017   |

### Mit Hikanon
| Jahr | Titel Album        | Höchstplatzierung, Gesamtwochen, AuszeichnungChartsChartplatzierungen (Jahr, Titel, Album, Platzierungen, Wochen, Auszeichnungen, Anmerkungen) | Anmerkungen                           |
| Jahr | Titel Album        | JP | Anmerkungen                           |
| ---- | ------------------ | --- | ------------------------------------- |
| 2017 | Smile Invitation – | JP140 aJP | Erstveröffentlichung: 16. August 2017 |

### Mit Ave Mujica
- → Hauptartikel: BanG Dream!/Diskografie#Ave Mujica